# Fabrice Grange
Fabrice Grange, né le 3 décembre 1971 à Sainte-Foy-lès-Lyon, est un ancien gardien de foot professionnel.

## Joueur
Formé à l'INF Vichy, il signe professionnel à l'Olympique lyonnais ou il reste 3 ans, puis il est prêté  à l'Olympique Charleville-Mézières où il joue en D2 pendant 3 ans.
En 1997, il rejoint le Kilmarnock puis au bout de 1 mois et demi il signe au FC Nantes et a le rôle de doublure de  Mickaël Landreau, en fin de contrat en juin 1998 il se blesse. Une blessure qui l'empêche d'envisager toute nouvelle prolongation avec les canaris ou de trouver un nouveau club.
Après une année de convalescence, il part faire un essai au Liaoning FC en Chine, il y joue deux années. Là-bas, il obtient le titre de meilleur gardien mais désire retrouver la France après deux saisons pleines. C'est en 2001, qu'il trouve un point de chute en s'engageant pour une année au RC Paris en National. Malgré une relegation administrative, il y fait une bonne saison, et l'intérêt de clubs supérieurs le pousse à s'engager avec l'AS Beauvais Oise, prétendant à la montée en Ligue 1 la saison précédente.
Malgré de bonnes prestations, les deux saisons dans l'Oise s'avèrent catastrophiques collectivement aboutissant à la relégation du club de Ligue 2 en National, puis en CFA.
Ces deux saisons difficiles le poussent à mettre un terme à sa carrière sportive.

## Entraîneur
Après sa carrière de joueur, Grange rebondit vite dans le milieu de foot.
Ainsi après deux années de formation (2004 à 2006) à la FFF (CTNFS Clairefontaine), il devient en juin 2006 assistant adjoint de Bruno Martini responsable des gardiens de but de l'Équipe de France de football. Il effectue une phase finale de Coupe du monde en Allemagne où la France finit 2e et une phase finale championnat d'Europe en Suisse. Le 20 juin 2008, il signe au FC Nantes en tant qu'entraîneur des gardiens en même temps que Georges Gacon.
En septembre 2012, il part pour l'AS Saint-Etienne 

## Carrière

### Joueur
- 1991-1994 :  Olympique lyonnais 2.
- 1994-1997 :  Olympique Charleville-Mézières.
- 1997-1997 : →  Kilmarnock.
- 1997-1998 :  FC Nantes 1 match.
- jan. 1999- nov. 2000 :  Liaoning FC.
- 2001-2002 :  RC Paris - 33 matchs.
- 2002-2004 :  AS Beauvais Oise - 68 matchs.

### Entraîneur
- 2006 à 2008 :  Équipe de France de football (entraîneur des gardiens, assistant de Bruno Martini).
- Juin 2008 à août 2012 :  FC Nantes (entraîneur des gardiens) et  Équipe de France de football (entraîneur des gardiens, assistant de Bruno Martini).
- Septembre 2012 à Juin 2020 :  AS Saint-Étienne (entraineur des gardiens).
- Juin 2020 - Juin 2021 :  Girondins de Bordeaux (entraineur des gardiens).

## Palmarès

### Joueur
- Vice-champion de Chine avec le Liaoning FC en 2000.
- Super Coupe chinoise avec le Liaoning FC en 2001.
- Meilleur gardien (ex æquo) du Championnat chinois en 2000.

### Entraîneur
- Vice-champion du monde (Coupe du monde 2006)
- Vainqueur coupe de la ligue (AS Saint-Etienne 2014)

## Note
- Il est le cousin d'un footballeur célèbre : Florian Maurice.
- Sous sa direction, il a eu des gardiens de grande valeur internationale tels que Fabien Barthez, Grégory Coupet, Mickaël Landreau (Équipe de France de football), et depuis 2012 Stéphane Ruffier (AS Saint-Étienne)